# Троица (деревня, Москва)
Троица — деревня в Троицком административном округе Москвы (до 1 июля 2012 года была в составе Подольского района Московской области). Входит в состав района Вороново.

## Население
| 1859 | 1890 | 1899 | 1926 | 2002 | 2006 | 2010 |
| ---- | ---- | ---- | ---- | ---- | ---- | ---- |
| 125  | ↗157 | ↗176 | ↗234 | ↘5   | ↘4   | ↗23  |

Согласно Всероссийской переписи, в 2002 году в деревне проживало 5 человек (2 мужчин и 3 женщины). По данным на 2005 год в деревне проживало 4 человека.

## География
Деревня Троица расположена в западной части Троицкого административного округа, примерно в 33 км к западу от центра города Подольска. В 6 км к востоку проходит Калужское шоссе А130, в 12 км к северо-востоку — Московское малое кольцо А107, в 4 км к югу — Большое кольцо Московской железной дороги, в 1,5 км к югу протекает впадающая в Пахру река Моча.
К деревне приписано 8 садоводческих товариществ. Ближайшие населённые пункты — село Свитино и деревня Юрьевка, ближайшая железнодорожная станция — платформа 252 км.

## История
В «Списке населённых мест» 1862 года — владельческая деревня 1-го стана Подольского уезда Московской губернии по правую сторону старокалужского тракта, в 23 верстах от уездного города и 4 верстах от становой квартиры, при отвержке реки Мочи, с 16 дворами и 125 жителями (61 мужчина, 64 женщины).
По данным на 1899 год — деревня Вороновской волости Подольского уезда с 176 жителями.
В 1913 году — 36 дворов.
По материалам Всесоюзной переписи населения 1926 года — деревня Свитинского сельсовета Вороновской волости Подольского уезда в 5,3 км от Калужского шоссе и 21,3 км от станции Зосимова Пустынь Киево-Воронежской железной дороги, проживало 234 жителя (106 мужчин, 128 женщин), насчитывалось 47 крестьянских хозяйств.
1929—1946 гг. — населённый пункт в составе Красно-Пахорского района Московской области.
1946—1957 гг. — в составе Калининского района Московской области.
1957—1963, 1965—2012 гг. — в составе Подольского района Московской области.
1963—1965 гг. — в составе Ленинского укрупнённого сельского района Московской области.
С 2012 г. — в составе города Москвы.

## Известные уроженцы
- Олег Константинович Антонов (1906—1984) — советский авиаконструктор, доктор технических наук.